# Lacang
Lacang (kinesiska: 拉藏, 拉藏乡) är en socken i Kina. Den ligger i den autonoma regionen Tibet, i den sydvästra delen av landet, omkring 630 kilometer väster om regionhuvudstaden Lhasa. Antalet invånare är 1 495. Befolkningen består av 733 kvinnor och 762 män. Barn under 15 år utgör 31 %, vuxna 15-64 år 64 %, och äldre över 65 år 4,0 %.
Genomsnittlig årsnederbörd är 670 millimeter. Den regnigaste månaden är juli, med i genomsnitt 152 mm nederbörd, och den torraste är april, med 12 mm nederbörd.